# Amtsbezirk Herzogenburg
Der Amtsbezirk Herzogenburg war eine Verwaltungseinheit im Mostviertel in Niederösterreich.
Der Amtsbezirk war der Kreisbehörde in St. Pölten unterstellt und besorgte deren Amtsgeschäfte vor Ort. Die Zuständigkeit erstreckte sich neben Herzogenburg auf die damaligen Gemeinden Ambach, St. Andrä an der Traisen, Ederding, Einöd, Franzhausen, Frauendorf, Gemeinlebarn, Getzersdorf, Hain, Hausheim, Inzersdorf, Kapelln, Karlstetten, Nußdorf, Oberndorf, Obritzberg, Ossarn, Radlberg, Reichersdorf, Traismauer, Weißenkirchen, Oberwölbling und Unterwölbling.
Der Amtsbezirk umfasste dabei 26 Gemeinden mit 16.679 Einwohnern (lt. Zählung von 1851).